# St. Andreas (Oberpframmern)

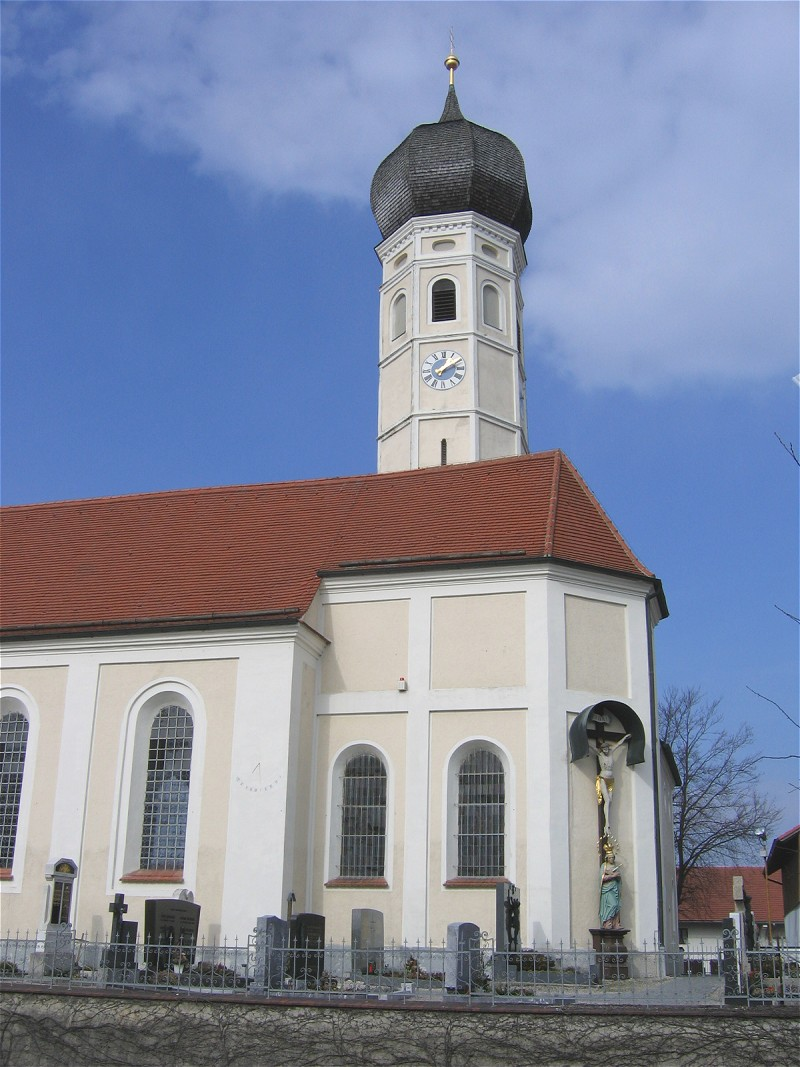
St. Andreas in Oberpframmern

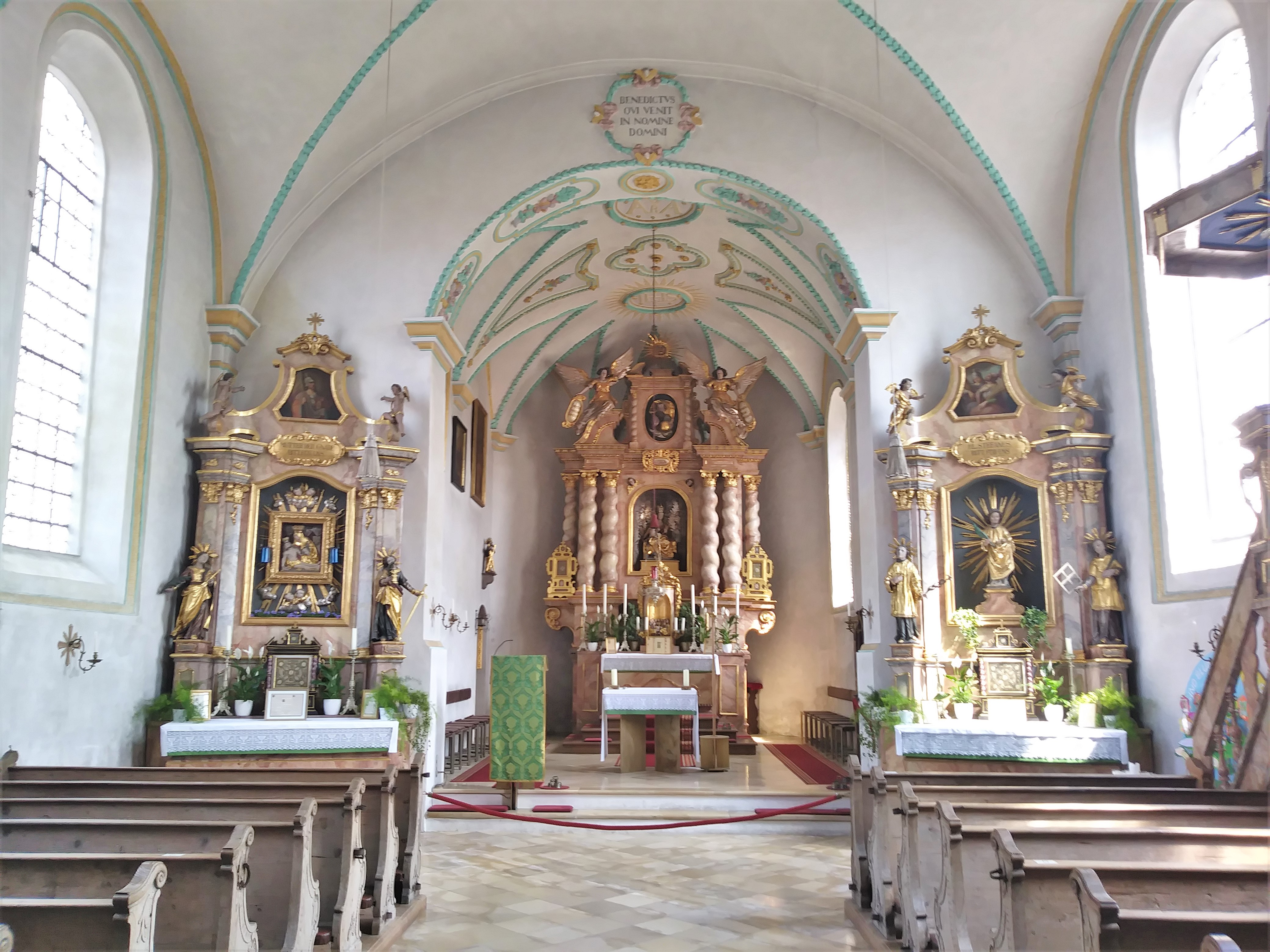
Innenraum

Die römisch-katholische Pfarrkirche St. Andreas steht in Oberpframmern, einer Gemeinde im oberbayerischen Landkreis Ebersberg. Sie ist in der Liste der Baudenkmäler in Oberpframmern unter der Nr. D-1-75-131-1 eingetragen. Die Kirche gehört zum Dekanat Ebersberg im Erzbistum München und Freising.

## Beschreibung
Die im Kern gotische Saalkirche wurde um 1400/30 erbaut. Das Langhaus wurde 1687 um ein Joch verlängert. Im Osten schließen sich der eingezogene, dreiseitig geschlossene Chor mit dem Chorflankenturm an der Nordwand und der Sakristei in der Nordostecke von Chor und Chorflankenturm an. Durch einen Vorbau an der westlichen Ecke der Südwand des Langhauses betritt man das Vestibül. Der Turm wurde 1687 mit achteckigen Geschossen aufgestockt, um den Glockenstuhl und die Turmuhr unterzubringen, und mit einer Zwiebelhaube bedeckt.
Im Altarretabel des Hochaltars ist ein Marienbildnis aus dem Umkreis des Meisters von Rabenden dargestellt.

## Orgel

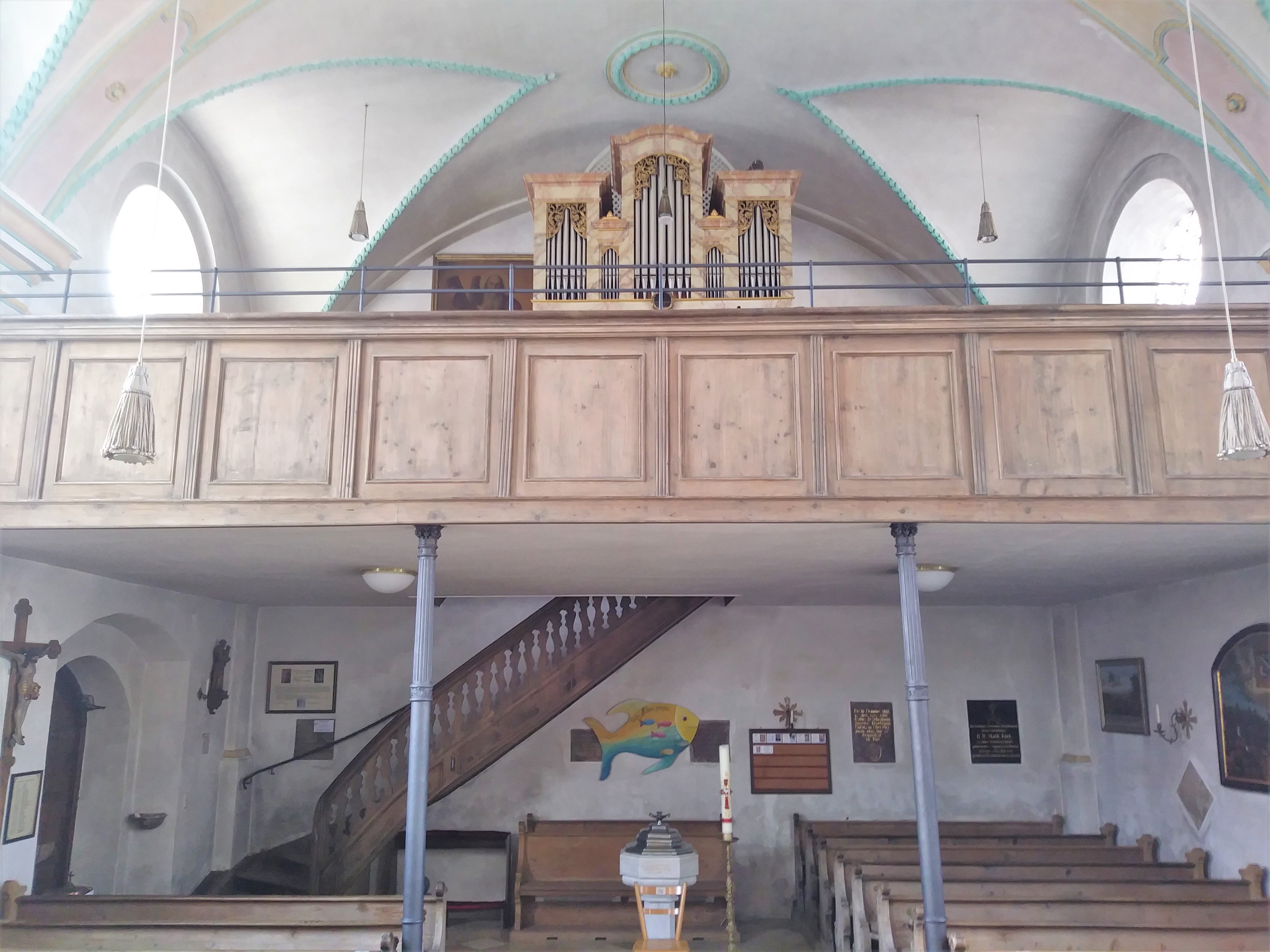
Die Staller-Orgel

Eine erste Orgel baute 1844 Josef Wagner aus Glonn. Sie wurde 1905 durch ein Instrument von Franz Borgias Maerz aus München ersetzt, das neun Registern auf einem Manual und Pedal hatte.
Die heutige Orgel mit 19 Registern auf zwei Manualen und Pedal wurde von Anton Staller (Grafing) im Jahr 1993 neu gebaut. Die Disposition lautet:
| I Hauptwerk |        |
| Rohrflöte   | 8′     |
| Prinzipal   | 4′     |
| Quinte      | 2 ⁄3′  |
| Oktav       | 2′     |
| Terz        | 1 3⁄5′ |
| Mixtur IV   | 1 ⁄3′  |
| Schalmey    | 8′     |

| II Hinterwerk |       |
| Copl          | 8′    |
| Salicional    | 8′    |
| Fugara        | 4′    |
| Kleingedeckt  | 4′    |
| Waldflöte     | 2′    |
| Spitzquinte   | 1 ⁄3′ |
| Cimbel II     | 1′    |
| Dulcianregal  | 8′    |

| Pedal      |     |
| Subbaß     | 16′ |
| Holzoktave | 8′  |
| Pommer     | 4′  |
| Fagott     | 16′ |

- Koppeln: Normalkoppeln
- Bemerkungen: Schleiflade, vollmechanisch, Gehäuse der Orgel von Josef Wagner aus dem Jahre 1844